# Union sportive du Pays de Cassel
 (mai 2023).
La mise en forme du texte ne suit pas les recommandations de Wikipédia : il faut le « wikifier ».
Les points d'amélioration suivants sont les cas les plus fréquents. Le détail des points à revoir est peut-être précisé sur la page de discussion.
- Les titres sont pré-formatés par le logiciel. Ils ne sont ni en capitales, ni en gras.
- Le texte ne doit pas être écrit en capitales (les noms de famille non plus), ni en gras, ni en italique, ni en « petit »…
- Le gras n'est utilisé que pour surligner le titre de l'article dans l'introduction, une seule fois.
- L'italique est rarement utilisé : mots en langue étrangère, titres d'œuvres, noms de bateaux, etc.
- Les citations ne sont pas en italique mais en corps de texte normal. Elles sont entourées par des guillemets français : « et ».
- Les listes à puces sont à éviter, des paragraphes rédigés étant largement préférés. Les tableaux sont à réserver à la présentation de données structurées (résultats, etc.).
- Les appels de note de bas de page (petits chiffres en exposant, introduits par l'outil «  Source ») sont à placer entre la fin de phrase et le point final[comme ça].
- Les liens internes (vers d'autres articles de Wikipédia) sont à choisir avec parcimonie. Créez des liens vers des articles approfondissant le sujet. Les termes génériques sans rapport avec le sujet sont à éviter, ainsi que les répétitions de liens vers un même terme.
- Les liens externes sont à placer uniquement dans une section « Liens externes », à la fin de l'article. Ces liens sont à choisir avec parcimonie suivant les règles définies. Si un lien sert de source à l'article, son insertion dans le texte est à faire par les notes de bas de page.
- La présentation des références doit suivre les conventions bibliographiques. Il est recommandé d'utiliser les modèles {{Ouvrage}}, {{Chapitre}}, {{Article}}, {{Lien web}} et/ou {{Bibliographie}}. Le mode d'édition visuel peut mettre en forme automatiquement les références.
- Insérer une infobox (cadre d'informations à droite) n'est pas obligatoire pour parachever la mise en page.

Pour une aide détaillée, merci de consulter Aide:Wikification.
Si vous pensez que ces points ont été résolus, vous pouvez retirer ce bandeau et améliorer la mise en forme d'un autre article.
Actualités
L'Union Sportive du Pays de Cassel, est un club de football basé à Arnèke dans le département du Nord en France,. Depuis la saison 2020-2021, il évolue en Régional 1, sixième division du football français. Le club est promu en National 3 à l'issue de la saison 2022-2023.

## Histoire
L'Union Sportive du Pays de Cassel (US Pays de Cassel) est fondée le 27 mars 2018 après la fusion de quatre petits clubs locaux : Hardifort, Noordpenne-Zuytpeene, Bavinchove-Cassel et Arnèke,. Le club débute directement en Régionale 2, niveau auquel participé l'US Arnèke, le plus haut de l'un des quatre clubs avant la fusion.
Le 14 janvier 2023, le Pays de Cassel a éliminé Wasquehal, évoluant en National 2 (quatrième niveau français), en trente-deuxièmes de finale de la Coupe de France 2022-2023 à la suite d'une séance de tirs au but,. Ce résultat permet au club de se qualifier en seizièmes de finale de la compétition face au Paris Saint-Germain, champion en titre de Ligue 1. Le match est joué au Stade Bollaert-Delelis à Lens car le stade du Pays de Cassel ne remplissait pas les critères pour organiser le match,. À l'époque, l'US Pays de Cassel disposait d'un budget annuel de 150 000 euros alors que celui du PSG était de 800 millions d'euros. Les deux clubs valaient respectivement 400 000 € et 3,2 milliards d'euros. Le PSG remporte la rencontre sur le score de 7 buts à 0, avec un quintuplé de Kylian Mbappé.
Au terme de la saison 2022-2023, l'US Pays de Cassel accède pour la première fois de sa jeune histoire au championnat de National 3 après avoir terminé en tête de son groupe. Après un début de saison poussif, l'USPC va vite progresser prenant la place de leader du groupe G de Nationale 3. Le club flamand, tout juste promu, terminera à une belle 4e place.

## Résultats sportifs

### Bilan saison par saison
| Saison    | Div. | Div.           | Championnat | Championnat | Coupe de France | Entraîneur      |
| 2018-2019 | VII  | R2 HdF - Gr. A | 6e/14       | 11 - 7 - 8  | 5e tour         | Cyrille Strobbe |
| 2019-2020 | VII  | R2 HdF - Gr. A | 1er/12,     | 8 - 1 - 2   | 6e tour         | Cyrille Strobbe |
| 2020-2021 | VI   | R1 HdF - Gr. A | 6e/12,      | 1 - 2 - 1   | 2e tour         | Cyrille Strobbe |
| 2021-2022 | VI   | R1 HdF - Gr. A | 6e/12       | 8 - 4 - 10  | 4e tour         | Cyrille Strobbe |
| 2022-2023 | VI   | R1 HdF - Gr. C | 1er/12      | 13 - 6 - 3  | 16e de finale   | Samuel Goethals |
| 2023-2024 | V    | N3 - Gr. G     | 4e/14       | 14 - 2 - 10 | 4e tour         | Samuel Goethals |
| 2024-2025 | V    | N3 - Gr. E     | ?e/14       | ?? - ??     | ?e tour         | ?               |

Légende : * : repêché, I à VIII : échelon de la compétition.

### Parcours en championnat
La frise chronologique suivante montre l'évolution des championnats de la Fédération française de football et de la Ligue de football professionnel auxquels l'Union sportive du Pays de Cassel a participé au cours de son histoire. Les noms des championnats et le nombre de niveaux ont évolué au cours des années. Pour les championnats nationaux, se reporter à l'article football en France, pour les championnats régionaux, à l'article Ligue de football des Hauts-de-France.